# 網格構造

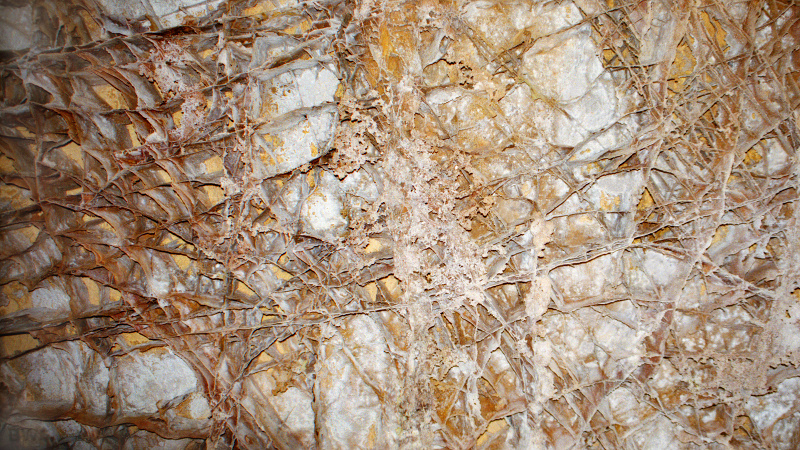
南達科他州風洞國家公園風洞中的網格構造

網格構造（英語：Boxwork）是一種蜂窩狀礦物體結構，通常在沉積岩的斷裂或節理中裂縫形成。 如果這些裂縫被礦化，它們會比圍岩更能抵抗風化。所以會凸出產生箱形結構.
在洞穴地質學中，網格構造通常由方解石礦物薄片組成，這些薄片從洞穴壁或天花板生長出，相互交叉，形成蜂窩狀圖案。網格構造一般在岩石中的裂縫充填。 當洞穴的圍岩開始被風化溶解時，這些裂縫填充物較具抵抗風化溶解力，沒有被溶解，或者至少其溶解速度比圍岩慢，因此留下鰭狀方解石從洞穴表面突出。
目前最廣泛的網格構造在美國南達科他州的風洞國家公園風洞中（Wind Cave National Park in South Dakota）。這些網格構造是方解石，沉澱石灰岩中的裂縫。 由於石灰岩較易溶解，而留下方解石的網格構造。 其他較著名的網格構造分佈區在加拿大不列顛哥倫比亞省的科迪洞穴省立公園科迪洞穴 （Cody Caves, Cody Caves Provincial Park in British Columbia, Canada.）和珠寶洞國家紀念碑（Jewel Cave National Monument ）和德克薩斯州喬治城附近的 内太空洞穴（Innerspace Caverns）。

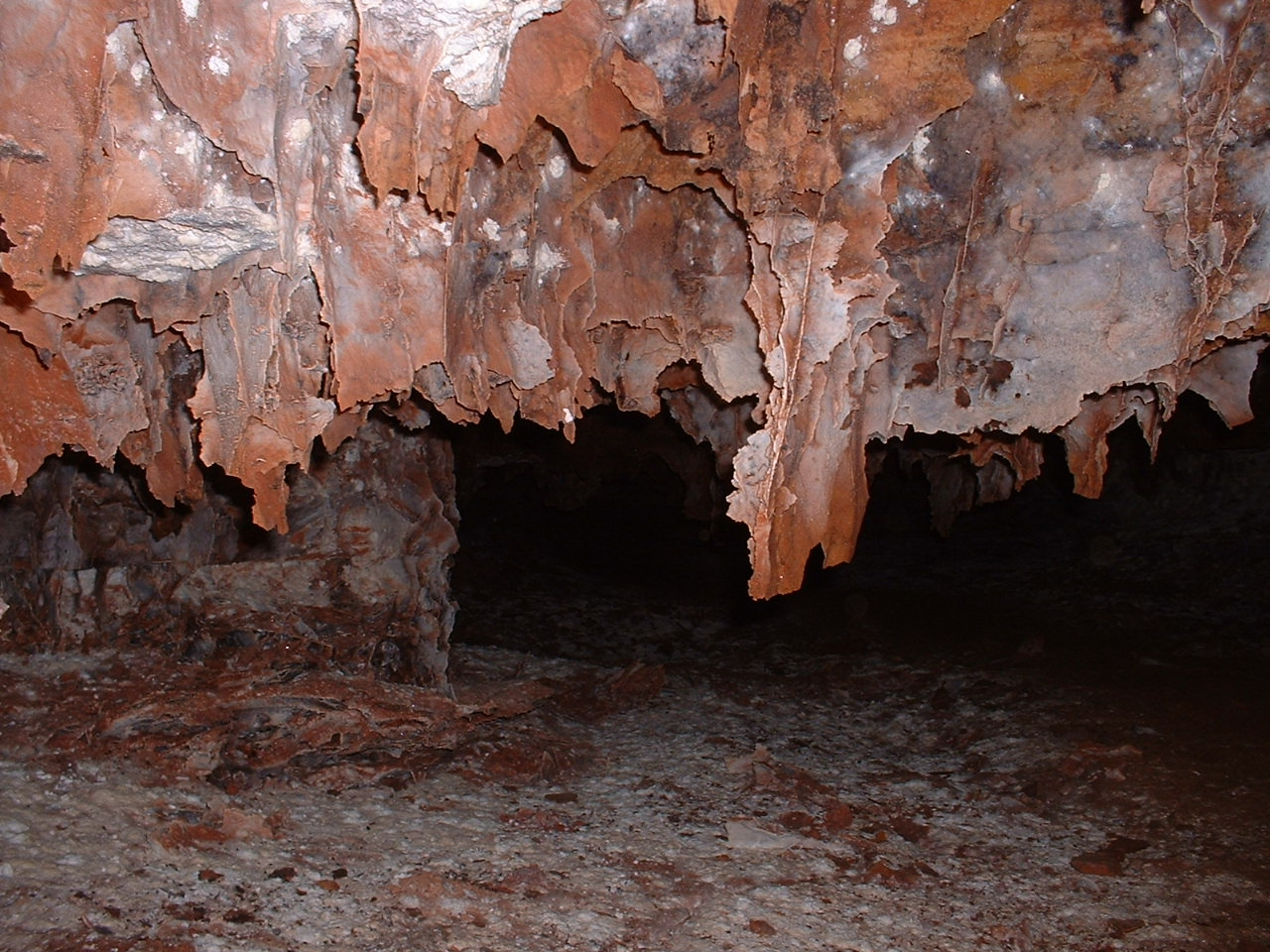
南達科他州風洞國家公園風洞中的大型網格構造.
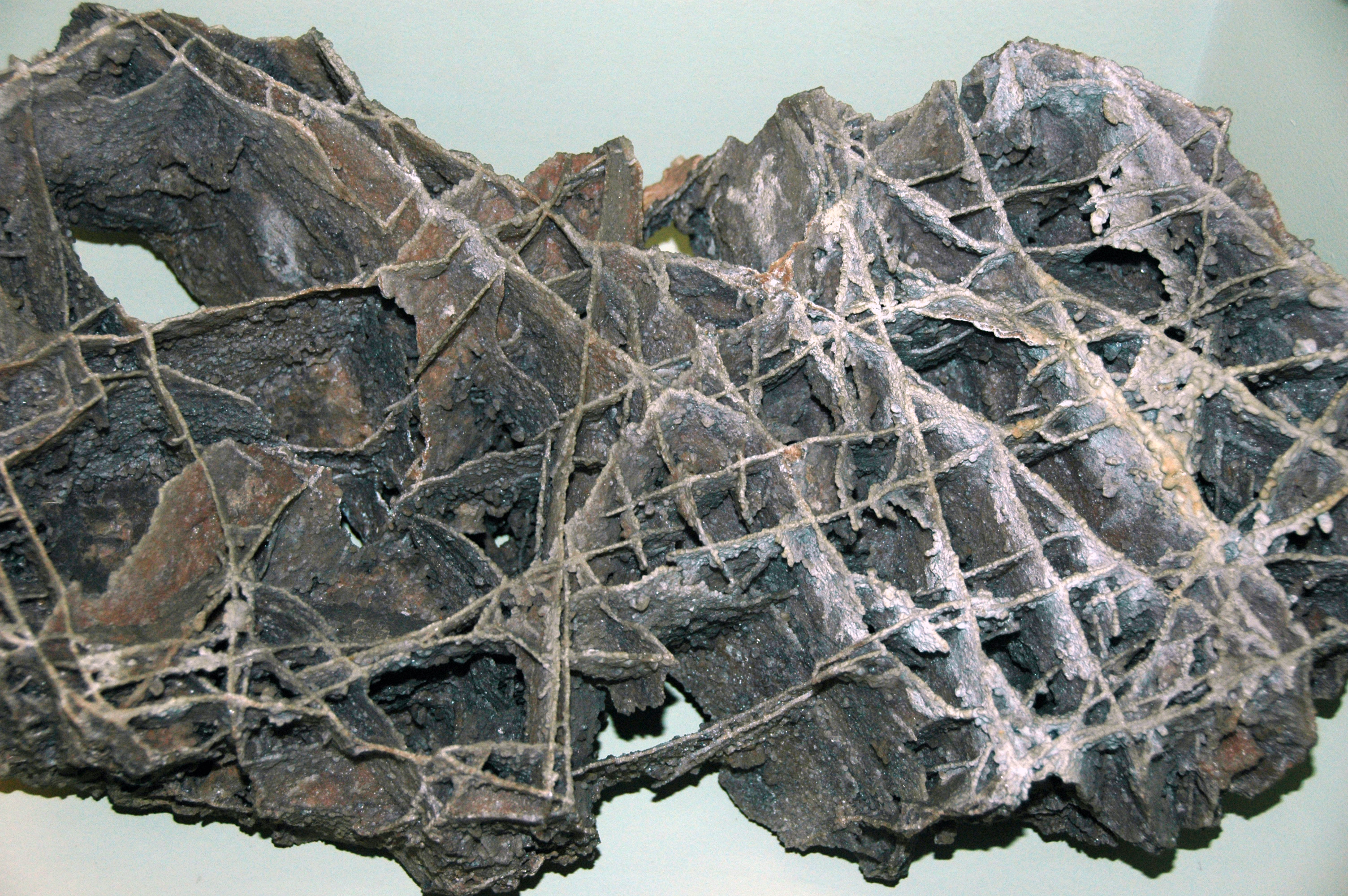
從風洞國家公園取出的網格構造.
洞穴沉積物解釋圖。AE為網格構造